# Groupe Bigard
Groupe Bigard — французская агропромышленная группа, крупнейший производитель мяса во Франции и крупнейший производитель говядины в Европе. Штаб-квартира расположена в городе Кемперле региона Бретань.

## История
Компания была основана Люсьеном Бигаром в 1968 году. В следующем году была куплена первая скотобойня. Вскоре в компании начал работать сын Люсьена, Жан-Поль Бигар. В 1982 году компания освоила выпуск стейков по технологии су-вид. В 1995 году был поглощён кооператив производителей мяса Arcadie.
В 2007 году была куплена компания Charal, а в 2009 году — Socopa.

## Собственники и руководство
Bigard является частной компанией. Филипп Бигар возглавляет наблюдательный совет, а Жан-Поль Бигар (Jean-Paul Bigard, род. 12 ноября 1948 года) — совет директоров. Жан-Полю принадлежит 90 % акций компании, эта доля оценивается в 600 млн евро.

## Деятельность
Группе Bigard принадлежит около 60 предприятий, в том числе 31 скотобойня; все производственные мощности находятся во Франции. Скот поставляют более 90 тысяч фермеров. По объёму производства мясной продукции основными видами являются свинина (52 %), говядина (44 %), телятина (3 %) и ягнятина (1 %). Группа реализует продукцию под тремя брендами: Bigard, Charal и Socopa.
Годовой оборот группы составляет около 5,5 млрд евро, из них 36 % приходится на готовые изделия и замороженные полуфабрикаты, 34 % — на разделанное мясо, 20 % — на целые туши, 6 % — на субпродукты, 2 % — на шкуры, 2 % — на другую продукцию. Основным каналом сбыта являются крупные и средние розничные сети (40 %), далее следуют предприятия пищевой промышленности (17 %), сети общественного питания и кейтеринга (16 %), экспорт (14 %), частные магазины мясной продукции и деликатесов (13 %). Экспорт продукции осуществляется в партнёрстве с транспортной компанией CIPA SAS; в страны Европы экспортируется говядина, а в страны Азии — свинина.